# German Economic Review
The German Economic Review (GER; Немецкий экономический журнал) — специализированный международный экономический журнал; выходит на английском языке. Издаётся с 2000 г. Союзом социальной политики.
В журнале публикуются статьи теоретической, эмпирической и экспериментальной направленности по микро- и макроэкономике, экономической политике, международной экономике, финансам, деловому администрированию.
Периодичность издания: 4 номера в год.